# Oberstaufen Cup 2002
L'Oberstaufen Cup 2002 è stato un torneo di tennis facente parte della categoria ATP Challenger Series nell'ambito dell'ATP Challenger Series 2002. Il torneo si è giocato a Oberstaufen in Germania dall'8 al 14 luglio 2002 su campi in terra rossa.

## Vincitori

### Singolare
Nicolas Thomann ha battuto in finale  Tomáš Zíb con il punteggio di 7–6(6), 6–4

### Doppio
Jaime Fillol /  Ricardo Schlachter hanno battuto in finale  Patricio Arquez /  Sergio Roitman con il punteggio di 6–2, 6–4